# 博州路
博州路，元朝时设置的路。
至元四年（1267年）以博州改置，治所在聊城县（即今山东聊城市），属中书省。辖境相当今山东省聊城、茌平、莘等市县地。至元十三年（1276年），改为东昌路。 